# Жо
Жоао Алвеш де Асис Силва е роден на 20 март 1987 г. в Сао Пауло, Бразилия. Започва своята кариера през 2000 г. в младежкия отбор на Коринтианс, а през 2003 г. дебютира за първия състав. През 2006 г. преминава в отбора на ЦСКА Москва, където за две години изиграва 53 мача и вкарва 30 гола преди да премине в Манчестър Сити, но не успява да се наложи в състава и е преотстъпван под наем на Евертън и Галатасарай.
От 2007 г. той играе за националния отбор на Бразилия. Участва на купата на конфедерациите през 2013 г.